# Toyota Racing
A Toyota Racing foi uma equipe de automobilismo que competiu no campeonato da Fórmula 1, entre 2002 e 2009. Apesar de ter a nacionalidade japonesa, a equipe era sediada na cidade alemã de Colônia gerida pela divisão europeia da fabricante japonesa. Retirou-se de forma súbita da categoria em 4 de novembro de 2009.

## História

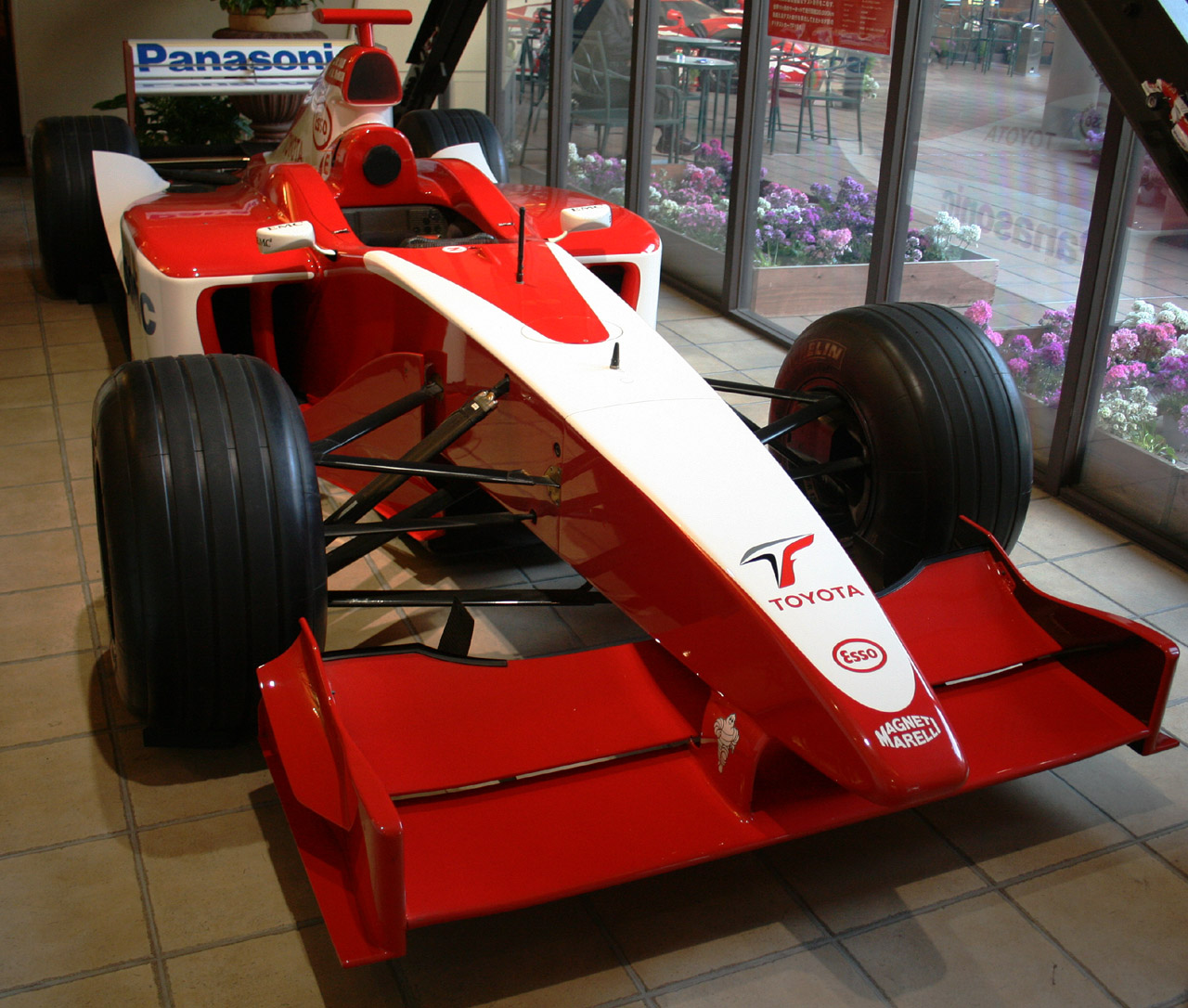
O TF101, de 2001, foi o primeiro carro de F-1 da Toyota.

Em 21 de janeiro de 1999, a Toyota anuncia que iria ingressar na F-1, após anos em corridas de protótipos. No ano seguinte, o anuncio é de que a equipe da Toyota seria a 12ª equipe para o mundial de 2002. Com isto o ano de 2001 serve de testes e de desenvolvimento para o TF102 com o TF101 sendo o primeiro carro de fórmula da equipe.
No final de 2001 é anunciada a dupla de pilotos para a primeira temporada da equipe, o experiente finlandês Mika Salo (ex-Lotus, Tyrrell, Arrows e Sauber) e o não menos experiente britânico Allan McNish (foi test-driver da McLaren e da Benetton no fim dos anos 80 e começo dos 90).

### 2002-2004

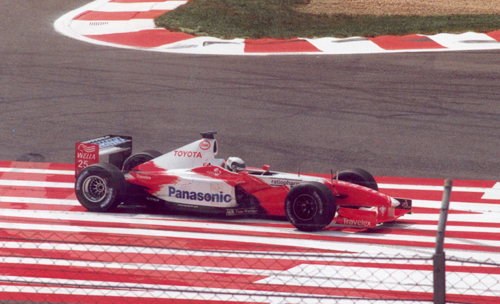
Allan McNish, no GP da França de 2002.

Em 2002, a Toyota F1 debuta no circo da Fórmula 1, sendo a 11ª equipe do mundial do ano, com o abandono da Prost no final de 2001. O ano foi de fraco desempenho da equipe, apenas dois pontos em 17 corridas. Com dois 6º. lugares: (Austrália e brasil) de Mika Salo e nada mais que sétimo e oitavos lugares nas posições de chegadas, a equipe termina o campeonato em 11° lugar no campeonato, empatada com a falida Arrows, que competiu até o GP da Alemanha, e com a fraca Minardi.
O ano de 2003 começa com uma nova dupla de pilotos, o já experiente piloto francês Olivier Panis (ex-Ligier, Prost, McLaren - como piloto de testes - e BAR) e o novato brasileiro Cristiano da Matta, vindo com créditos de campeão da antiga CART, em 2002. Com essas novidades, juntas com o novo regulamento e o grande investimento da montadora na Fórmula 1, a equipe teve uma campanha melhor, mas não menos decepcionante, terminando em oitavo lugar com 16 pontos, apenas a frente das decadentes Jordan e Minardi.
Ainda em 2003, a equipe sofreu acusação de Espionagem industrial sobre a equipe Ferrari. Muitos comentários surgiram de que o Toyota TF103 era muito similar ao Ferrari F2003-GA.

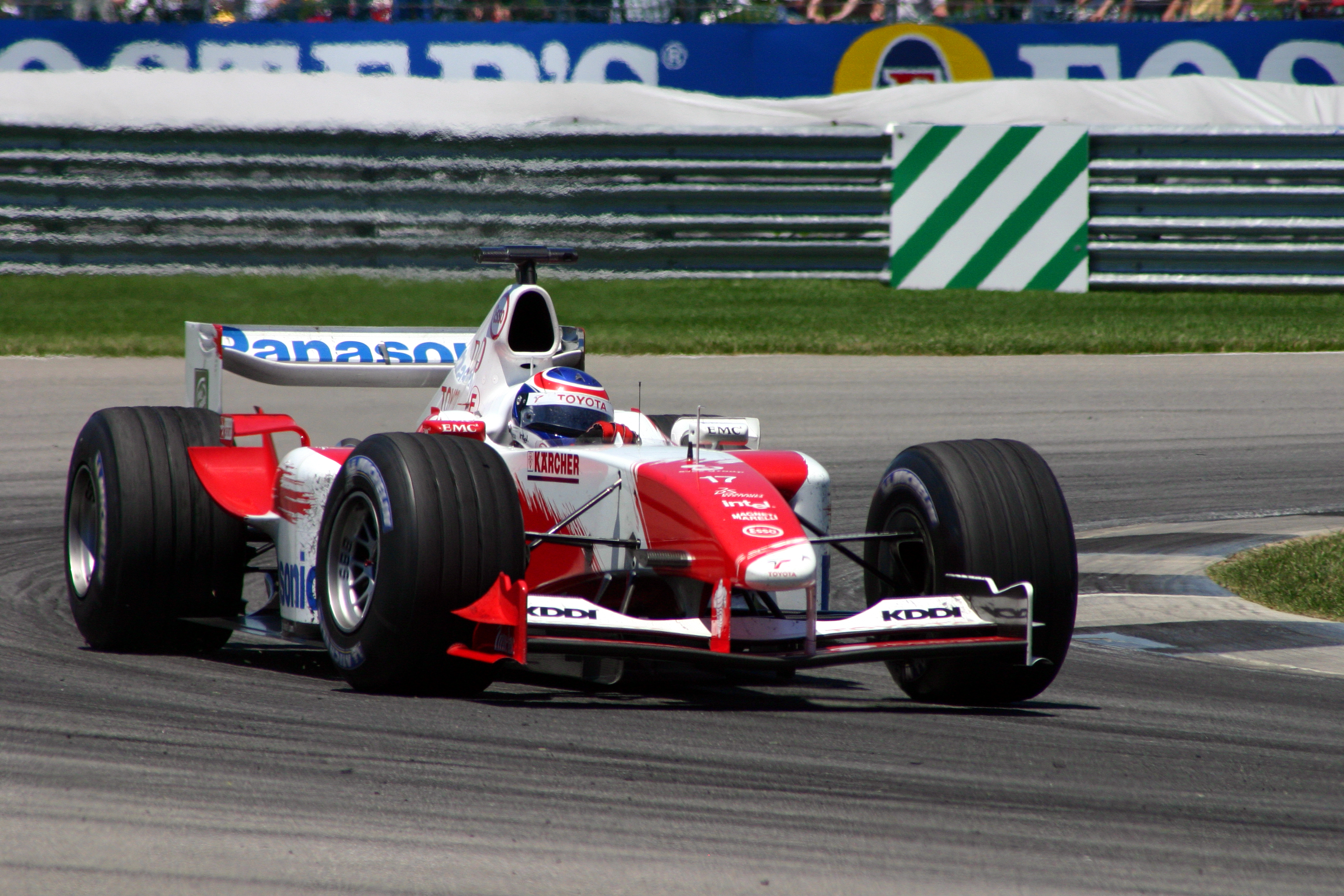
Olivier Panis pilotando o TF104 no GP dos EUA de 2004.

A dupla de pilotos para 2004 é mantida, e a novidade fica por conta da contratação de Mike Gascoyne, desenhista que trabalhou na Jordan, e que desenhou os carros da Renault de 2003 e 2004. Mais um ano de fracas apresentações, além da inesperada demissão de Cristiano da Matta no 12º GP, o da Alemanha e da aposentadoria de Olivier Panis ante do último GP, no Japão. Em substituição a Da Matta, seu compatriota Ricardo Zonta (ex-BAR e Jordan) foi efetivado e Jarno Trulli foi escolhido como substituto de Panis, estreando na equipe já no final do ano. O ano termina com a Toyota repetindo o oitavo lugar de 2003, desta vez com oito pontos conquistados.

### 2005-2006

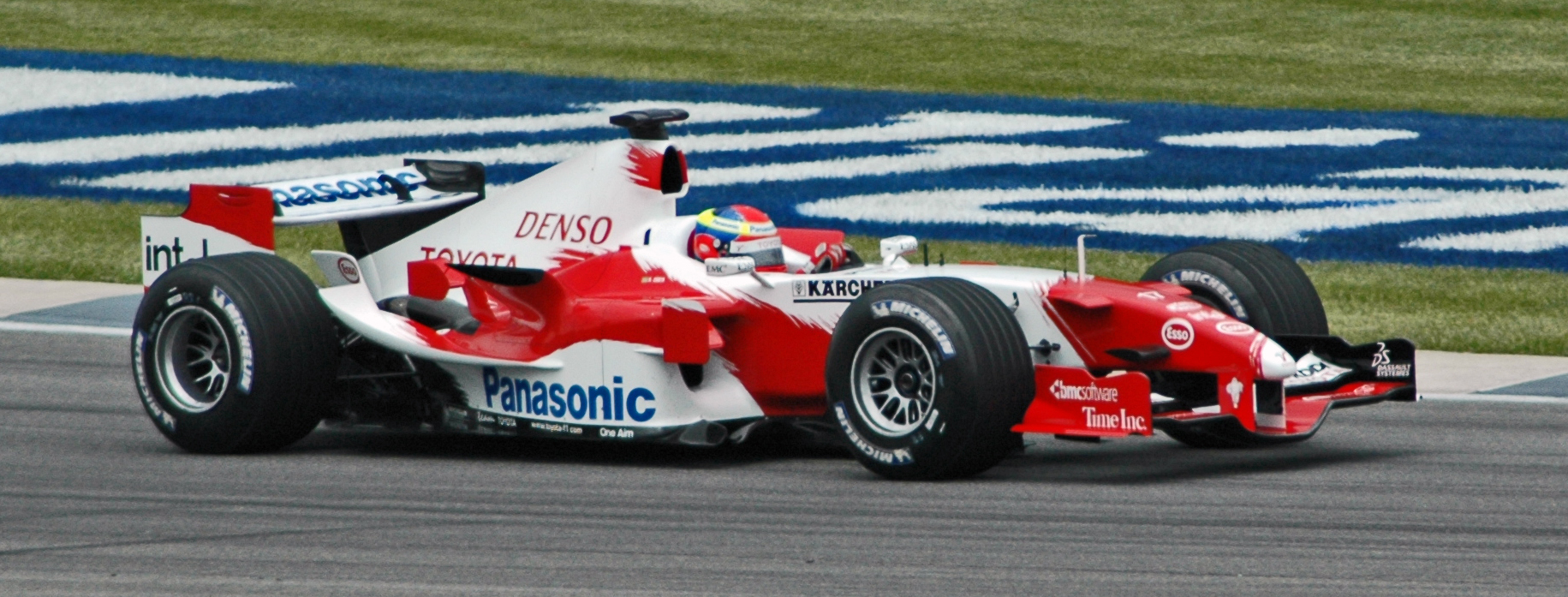
Ricardo Zonta, substuindo Ralf Schumacher no GP dos EUA de 2005.

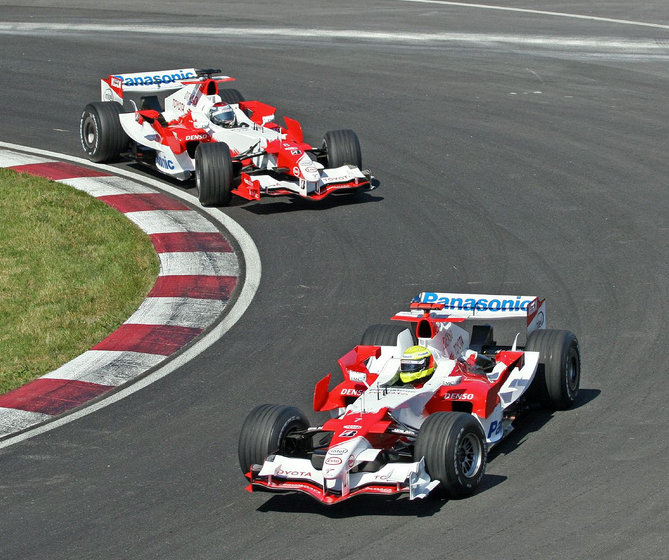
Ralf e Trulli durante o GP do Canadá de 2006.

Para 2005, a novidade é a dupla de pilotos que é composta desta vez por Trulli, vindo da Renault no final de 2004, e Ralf Schumacher, vindo da Williams. Com a nova dupla, a equipe parece engrenar, com Trulli conquistando o primeiro pódio da equipe, com o 2º. lugar no GP da Malásia. No Barém, Trulli conquistou outro 2º. lugar e um 3º. na Espanha, isto sendo só nas cinco primeiras corridas e a primeira pole da escuderia nos Estados Unidos. Ralf Schumacher vinha regular, oscilando entre 5º. e 4º. lugares nas cinco primeiras corridas, e acabou sofrendo um acidente nos GP dos Estados Unidos que o faria tirar da corrida, mas seu acidente fez com que a Michelin achasse inseguro correr no circuito, por seus pneus desgastarem na rápida curva 13, fazendo com que apenas seis carros disputassem a corridas, todos eles com pneus Bridgestone, desencadeando a "crise dos pneus". Este fato fez apagar a primeira pole-position da equipe em sua história, conquistada por Trulli. Após o GP dos Estados Unidos, Ralf progrediu, e conquistou a segunda pole position da equipe, no Japão, além de conquistar mais dois pódios, com dois terceiros lugares: um na Hungria e outro na China. Após esse grande progresso, a equipe terminou em quarto lugar no construtores, com 88 pontos, tendo alguns momentos no campeonato estar a frente da então campeã Ferrari.
Após a brilhante temporada de 2005, a Toyota mantém sua dupla de pilotos para 2006, porém muda de fornecedor de pneus, passando a receber pneus Bridgestone. O Toyota TF106 mostra-se competitivo, mas menos regular que seu antecessor TF105. O resultado expressivo na temporada, foi o terceiro lugar de Ralf no acidentado GP da Austrália. A primeira parte do campeonato foi muito ruim para Trulli, que conseguiu pontuar apenas no nono GP da temporada, o do Canadá. O ano acabou com a sexta posição no campeonato de construtores, com 35 pontos conquistados.

### 2007

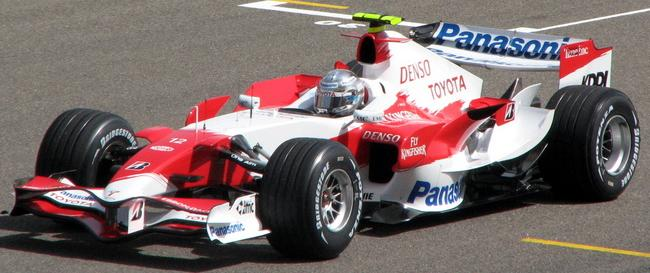
Trulli pilotando o Toyota TF107 no GP do Barém de 2007.

Após dois anos de bons resultados, a equipe resolve manter a dupla Ralf-Trulli. Com a BMW Sauber em melhor rendimento, a Toyota perde um pouco de força, e começa a lutar por posições como sétimo e oitavo lugares. Além de ter a equipe, a Toyota passa a fornecer motores para a Williams, após fornecer motores para Jordan, em 2005, e Midland, em 2006. O ano em termos de pontos foi ruim, apenas 13 pontos, tendo momentos em que a equipe ficou atrás de Honda e Super Aguri, equipes que tiveram muitos problemas durante o ano.
Em 1 de outubro, Ralf Schumacher, aos 32 anos, anuncia sua retirada da equipe no final da temporada, deixando uma vaga na Toyota para 2008.
Com todos os problemas enfrentados, a Toyota teve como melhores resultados dois sextos lugares, no GP dos Estados Unidos conquistado por Trulli, e na Hungria, conquistado por Ralf. No final das contas, a equipe repete o sexto lugar de 2006.

### 2008

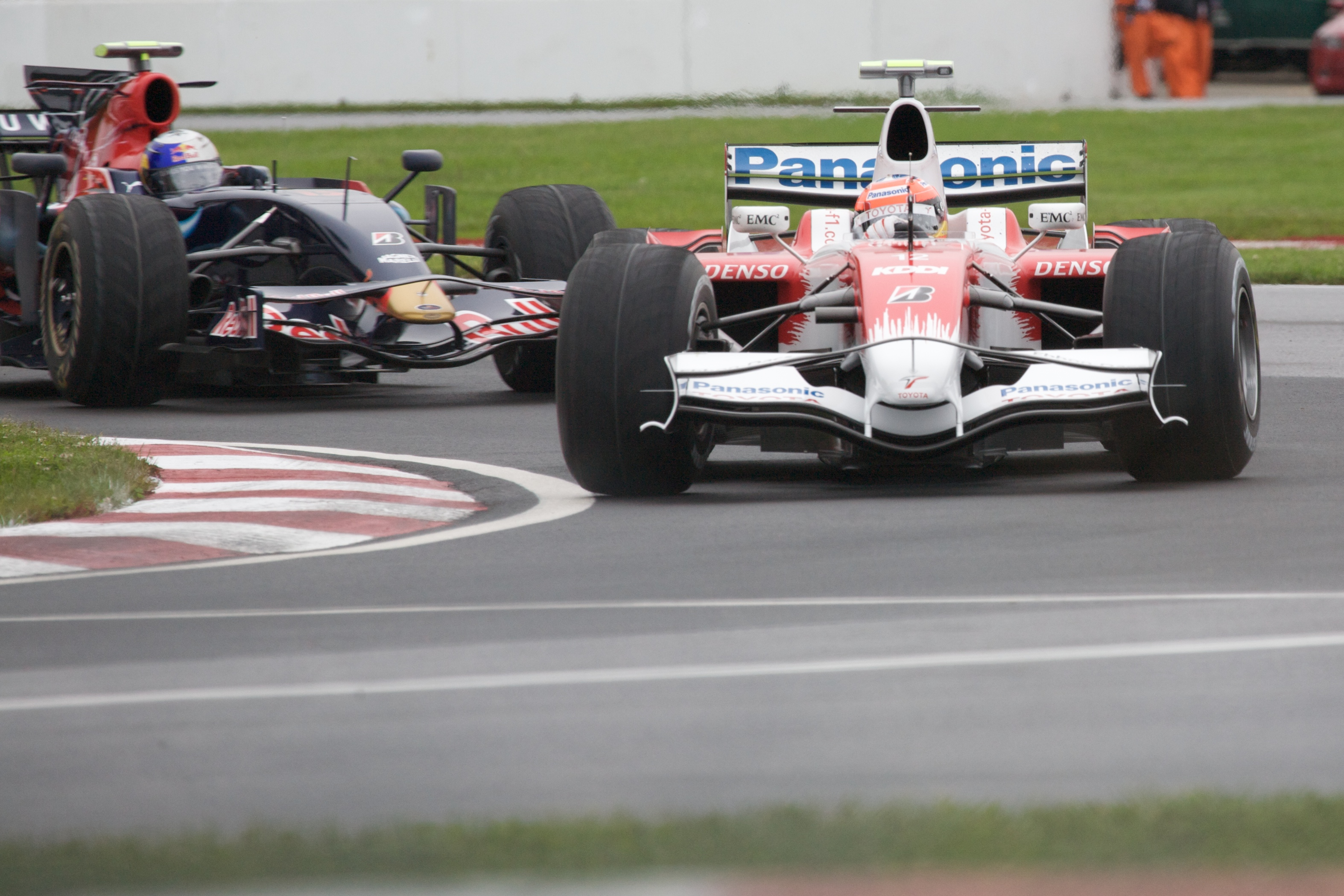
Timo Glock no GP do Canadá de 2008.

Com a saída de Ralf Schumacher ao final da temporada 2007, a Toyota contrata o campeão da GP2 Series em 2007, o alemão Timo Glock, e mantém Trulli.
No GP da Austrália os dois pilotos abandonam, com Trulli sofrendo com um problema elétrico e Glock se acidentando. Apesar do resultado o carro se mostrou veloz e nos três GPs seguintes Trulli marca nove pontos para a equipe, dando destaque ao seu quarto lugar conquistado no GP da Malásia. Já nos dois GPs seguintes a equipe encontrou problemas, com nenhum de seus carros passando do décimo do lugar. Passado a decepção na Turquia e em Mônaco, o time volta a pontuar no Canadá com os seus dois pilotos, algo que não acontecia desde o Japão de 2006, com Glock chegando em 4º. e Trulli em 6º. Na França, Trulli surpreende e chega em 3º. lugar, conquistando o primeiro pódio da equipe na temporada além de quebrar um jejum de dois anos sem pódio. Na Inglaterra, Trulli chega em 7º. marcando mais dois pontos para equipe. Na Alemanha, nenhum dos dois pontua: Trulli chega em nono e Glock não completa a prova. Nas corridas seguintes, os dois pilotos tem bons desempenhos ao pontuar em seis das oito corridas restantes. O melhor resultado aconteceu no GP da Hungria, onde Glock conquistou um excelente 2º. lugar.
A equipe terminou o ano em quinto lugar no Campeonato de Construtores, com 56 pontos.

### 2009
Em 2009 a equipe manteve Glock (marcado por ter decidido o campeonato de 2008 a favor do inglês Lewis Hamilton) e Trulli, conquistando um total de cinco pódios ao final da temporada. A equipe ficou novamente com o quinto lugar no Campeonato de Construtores, agora somando 59,5 pontos. Revelou ao mundo o talento do japonês Kamui Kobayashi, que se destacou em Interlagos e Abu Dhabi, tendo inclusive dado um "X" em Jenson Button (que ganharia o campeonato) no "S" do Senna, em Interlagos.
Em 4 de novembro de 2009 a Toyota anunciou a retirada da equipe da Fórmula 1, por razões econômicas. Segundo informações do anuário Formula Money, a Fórmula 1 havia deixado de ser um negócio lucrativo para a Toyota, uma vez que o time precisaria vender 9.701 carros por ano para cobrir as despesas na categoria.
Em toda sua trajetória na Fórmula 1, a Toyota jamais venceu uma única corrida, seja como equipe ou como fornecedora de motores.

## Pilotos
- Mika Salo - O experiente finlandês marcou os primeiros pontos no ano de estreia da equipe em 2002, e deixou a equipe e a F-1 ao fim da temporada.
- Allan McNish - O escocês estreou na categoria e com a equipe em 2002. O ex-piloto de testes de McLaren e Benetton não pontuou, e ainda sofreu um violentíssimo acidente nos treinos para o GP do Japão de 2002.
- Cristiano da Matta - Oriundo da Champ Car, onde foi campeão em 2002, o mineiro teve um desempenho modesto em sua passagem pela categoria, tendo como ponto máximo a liderança (por algumas voltas) do GP da Inglaterra de 2003.
- Olivier Panis - O veterano francês correu de 2003 a 2004, quando se aposentou como piloto titular. Permaneceu em 2005 e 2006, como testador. Se aposentou de vez da F-1 no fim desse mesmo ano.
- Ricardo Zonta - O paranaense praticamente não foi notado na Toyota em 2004, quando substituiu o titular Cristiano da Matta.
- Jarno Trulli - O italiano estreou na penúltima etapa, o GP do Japão de 2004, ficando até 2009, quando a equipe japonesa anunciou sua saída na categoria. No tempo que o time japonês esteve na categoria, foi o piloto que mais atuou com 91 provas e também que mais pontuou com 129.5 pontos.
- Ralf Schumacher - O alemão, irmão mais novo do heptacampeão Michael Schumacher, esteve na equipe entre 2005 e 2007. Teve bom desempenho em 2005, sendo ele que teve melhor classificação no mundial de pilotos com o 6º lugar. Foi o segundo piloto que mais atuou no time com 54 corridas e também o segundo que mais pontuou com 70 pontos.
- Timo Glock - Ex-piloto da Jordan, o alemão teve um bom desempenho em sua primeira temporada completa na F-1, em 2008. Entretanto, foi estigmatizado pela torcida brasileira ao tirar o título de Felipe Massa em pleno circuito de Interlagos no GP do Brasil de 2008.
- Kamui Kobayashi - Em suas primeiras corridas, o japonês roubou a cena. Deu um "X" no campeão Jenson Button no "S" do Senna de Interlagos em 2009 e marcou seus primeiros pontos na prova seguinte, o GP de Abu Dhabi. O desempenho dele lhe valeu um contrato com a equipe Sauber em 2010.

## Resumo da Equipe
| Ano  | Colocação no Mundial | Pontos | Piloto 1                         | Piloto 2                      | Piloto de Testes                                                    | Vitórias | Poles |
| ---- | -------------------- | ------ | -------------------------------- | ----------------------------- | ------------------------------------------------------------------- | -------- | ----- |
| 2009 | 5º                   | 59.5   | Jarno Trulli                     | Timo Glock Kamui Kobayashi    | Kamui Kobayashi                                                     | 0        | 1     |
| 2008 | 5º                   | 56     | Jarno Trulli                     | Timo Glock                    | Kamui Kobayashi                                                     | 0        | 0     |
| 2007 | 6º                   | 13     | Jarno Trulli                     | Ralf Schumacher               | Franck Montagny Kohei Hirate Kamui Kobayashi                        | 0        | 0     |
| 2006 | 6º                   | 35     | Jarno Trulli                     | Ralf Schumacher               | Ricardo Zonta Olivier Panis Andy Soucek                             | 0        | 0     |
| 2005 | 4º                   | 88     | Jarno Trulli                     | Ralf Schumacher Ricardo Zonta | Ricardo Zonta Olivier Panis Ryan Briscoe Franck Perera Borja García | 0        | 2     |
| 2004 | 8º                   | 8      | Cristiano da Matta Ricardo Zonta | Olivier Panis Jarno Trulli    | Ricardo Zonta                                                       | 0        | 0     |
| 2003 | 8º                   | 16     | Cristiano da Matta               | Olivier Panis                 | Ricardo Zonta                                                       | 0        | 0     |
| 2002 | 10º                  | 2      | Mika Salo                        | Allan McNish                  | Ryan Briscoe Stéphane Sarrazin                                      | 0        | 0     |

## Resultados Completos da Toyota na Fórmula 1
(legenda) (Corrida em negrito indica pole position e em itálico indica volta mais rápida)
| Ano  | Chassi                     | Motor             | Pneus | Pilotos            | 1   | 2   | 3   | 4   | 5   | 6   | 7   | 8   | 9   | 10  | 11  | 12  | 13  | 14  | 15  | 16  | 17  | 18  | 19  | Pontos | Posição |
| ---- | -------------------------- | ----------------- | ----- | ------------------ | --- | --- | --- | --- | --- | --- | --- | --- | --- | --- | --- | --- | --- | --- | --- | --- | --- | --- | --- | ------ | ------- |
| 2009 | Toyota TF109               | Toyota RVX-09 V8  | B     |                    | AUS | MAL | CHN | BAR | ESP | MON | TUR | GBR | ALR | HUN | EUR | BEL | ITA | SIN | JAP | BRA | ABU |     |     | 59.5   | 5º      |
| 2009 | Toyota TF109               | Toyota RVX-09 V8  | B     | Jarno Trulli       | 3   | 41  | Ret | 3   | Ret | 13  | 4   | 7   | 17  | 8   | 13  | Ret | 14  | 12  | 2   | Ret | 7   |     |     | 59.5   | 5º      |
| 2009 | Toyota TF109               | Toyota RVX-09 V8  | B     | Timo Glock         | 4   | 31  | 7   | 7   | 10  | 10  | 8   | 9   | 9   | 6   | 14  | 10  | 11  | 2   | DNS |     |     |     |     | 59.5   | 5º      |
| 2009 | Toyota TF109               | Toyota RVX-09 V8  | B     | Kamui Kobayashi    |     |     |     |     |     |     |     |     |     |     |     |     |     |     |     | 9   | 6   |     |     | 59.5   | 5º      |
| 2008 | Toyota TF108               | Toyota RVX-08 V8  | B     |                    | AUS | MAL | BAR | ESP | TUR | MON | CAN | FRA | GBR | ALR | HUN | EUR | BEL | ITA | SIN | JAP | CHN | BRA |     | 56     | 5º      |
| 2008 | Toyota TF108               | Toyota RVX-08 V8  | B     | Jarno Trulli       | Ret | 4   | 6   | 8   | 10  | 13  | 6   | 3   | 7   | 9   | 7   | 5   | 16  | 13  | Ret | 5   | Ret | 8   |     | 56     | 5º      |
| 2008 | Toyota TF108               | Toyota RVX-08 V8  | B     | Timo Glock         | Ret | Ret | 9   | 11  | 13  | 12  | 4   | 11  | 12  | Ret | 2   | 7   | 9   | 11  | 4   | Ret | 7   | 6   |     | 56     | 5º      |
| 2007 | Toyota TF107               | Toyota RVX-07 V8  | B     |                    | AUS | MAL | BAR | ESP | MON | CAN | EUA | FRA | GBR | EUR | HUN | TUR | ITA | BEL | JAP | CHN | BRA |     |     | 13     | 6º      |
| 2007 | Toyota TF107               | Toyota RVX-07 V8  | B     | Ralf Schumacher    | 8   | 15  | 12  | Ret | 16  | 8   | Ret | 10  | Ret | Ret | 6   | 12  | 15  | 10  | Ret | Ret | 11  |     |     | 13     | 6º      |
| 2007 | Toyota TF107               | Toyota RVX-07 V8  | B     | Jarno Trulli       | 9   | 7   | 7   | Ret | 15  | Ret | 6   | Ret | Ret | 13  | 10  | 16  | 11  | 11  | 13  | 13  | 8   |     |     | 13     | 6º      |
| 2006 | Toyota TF106 TF106B        | Toyota RVX-06 V8  | B     |                    | BAR | MAL | AUS | SMR | EUR | ESP | MON | GBR | CAN | EUA | FRA | ALE | HUN | TUR | ITA | CHN | JAP | BRA |     | 35     | 6º      |
| 2006 | Toyota TF106 TF106B        | Toyota RVX-06 V8  | B     | Ralf Schumacher    | 14  | 8   | 3   | 9   | Ret | Ret | 8   | Ret | Ret | Ret | 4   | 9   | 6   | 7   | 15  | Ret | 7   | Ret |     | 35     | 6º      |
| 2006 | Toyota TF106 TF106B        | Toyota RVX-06 V8  | B     | Jarno Trulli       | 16  | 9   | Ret | Ret | 9   | 10  | 17  | 11  | 6   | 4   | Ret | 7   | 12  | 9   | 7   | Ret | 6   | Ret |     | 35     | 6º      |
| 2005 | Toyota TF105 TF105B        | Toyota RVX-05 V10 | M     |                    | AUS | MAL | BAR | SMR | ESP | MON | EUR | CAN | EUA | FRA | GBR | ALE | HUN | TUR | ITA | BEL | BRA | JAP | CHN | 88     | 4º      |
| 2005 | Toyota TF105 TF105B        | Toyota RVX-05 V10 | M     | Jarno Trulli       | 9   | 2   | 2   | 5   | 3   | 10  | 8   | Ret | DNS | 5   | 9   | 14  | 4   | 6   | 5   | Ret | 13  | Ret | 15  | 88     | 4º      |
| 2005 | Toyota TF105 TF105B        | Toyota RVX-05 V10 | M     | Ralf Schumacher    | 12  | 5   | 4   | 9   | 4   | 6   | Ret | 6   |     | 7   | 8   | 6   | 3   | 12  | 6   | 7   | 8   | 8   | 3   | 88     | 4º      |
| 2005 | Toyota TF105 TF105B        | Toyota RVX-05 V10 | M     | Ricardo Zonta      |     |     |     |     |     |     |     |     | DNS |     |     |     |     |     |     |     |     |     |     | 88     | 4º      |
| 2004 | Toyota TF104 Toyota TF104B | Toyota RVX-04 V10 | M     |                    | AUS | MAL | BAR | SMR | ESP | MON | EUR | CAN | EUA | FRA | GBR | ALE | HUN | BEL | ITA | CHN | JAP | BRA |     | 9      | 8º      |
| 2004 | Toyota TF104 Toyota TF104B | Toyota RVX-04 V10 | M     | Cristiano da Matta | 12  | 9   | 10  | Ret | 13  | 6   | Ret | DSQ | Ret | 14  | 13  | Ret |     |     |     |     |     |     |     | 9      | 8º      |
| 2004 | Toyota TF104 Toyota TF104B | Toyota RVX-04 V10 | M     | Olivier Panis      | 13  | 12  | 9   | 11  | Ret | 8   | 11  | DSQ | 5   | 15  | Ret | 14  | 11  | 8   | Ret | 14  | 14  |     |     | 9      | 8º      |
| 2004 | Toyota TF104 Toyota TF104B | Toyota RVX-04 V10 | M     | Ricardo Zonta      |     |     |     |     |     |     |     |     |     |     |     |     | Ret | 10  | 11  | Ret |     | 13  |     | 9      | 8º      |
| 2004 | Toyota TF104 Toyota TF104B | Toyota RVX-04 V10 | M     | Jarno Trulli       |     |     |     |     |     |     |     |     |     |     |     |     |     |     |     |     | 11  | 12º |     | 9      | 8º      |
| 2003 | Toyota TF103               | Toyota RVX-03 V10 | M     |                    | AUS | MAL | BRA | SMR | ESP | AUT | MON | CAN | EUR | FRA | GBR | ALE | HUN | ITA | EUA | JAP |     |     |     | 16     | 8º      |
| 2003 | Toyota TF103               | Toyota RVX-03 V10 | M     | Olivier Panis      | Ret | Ret | Ret | 9   | Ret | Ret | 13  | 8   | Ret | 8   | 11  | 5   | Ret | Ret | Ret | 10  |     |     |     | 16     | 8º      |
| 2003 | Toyota TF103               | Toyota RVX-03 V10 | M     | Cristiano da Matta | Ret | 11  | 10  | 12  | 6   | 10  | 9   | 11  | Ret | 11  | 7   | 6   | 11  | Ret | 9   | 7   |     |     |     | 16     | 8º      |
| 2002 | Toyota TF102               | Toyota RVX-02 V10 | M     |                    | AUS | MAL | BRA | SMR | ESP | AUT | MON | CAN | EUR | GBR | FRA | ALE | HUN | BEL | ITA | EUA | JAP |     |     | 2      | 10º     |
| 2002 | Toyota TF102               | Toyota RVX-02 V10 | M     | Mika Salo          | 6   | 12  | 6   | Ret | 9   | 8   | Ret | Ret | Ret | Ret | Ret | 9   | 15  | 7   | 11  | 14  | 8   |     |     | 2      | 10º     |
| 2002 | Toyota TF102               | Toyota RVX-02 V10 | M     | Allan McNish       | Ret | 7   | Ret | Ret | 8   | 9   | Ret | Ret | 14  | Ret | 11  | Ret | 14  | 9   | Ret | 15  | DNS |     |     | 2      | 10º     |

↑1  Foi atribuído metade dos pontos, porque o número de voltas não alcançou 75% de sua realização